# コウギョクチョウ
コウギョクチョウ（学名：Lagonosticta senegala）は、スズメ目カエデチョウ科に分類される鳥類の一種。

## 分布
アフリカ

## 形態
全長約10cm。